# Illingheimer Höhle
Das Illingheimer Höhle liegt östlich von Amecke im Stadtgebiet von Sundern (Sauerland) im mit Laubwald bedeckten Kalkstein-Bergrücken Sümpfel in einem kleinen ehemaligen Steinbruch. Die Höhle liegt im Naturschutzgebiet Im Sümpfel.

## Geologie
Die Illingheimer Höhle befindet sich im Kalkstein des Mississippium (früher als Unterkarbon bezeichnet). Das Mississippium begann geochronologisch vor etwa 358,9 Millionen Jahren und endete vor etwa 323,2 Millionen Jahren. Die Höhle liegt im Hellefelder Kalk. Der Hellefelder Kalk tritt im Bereich um Amecke, Sundern und Westenfeld in zahlreichen größeren und kleineren isolierten Kalksteinvorkommen in Kalklinsen an die Erdoberfläche. Diese Kalklinsen haben oft nur eine Ausdehnung von wenigen Hundert Metern Länge und Breite. Der Berg Sümpfel ist eine solche Kalklinse.

## Höhlenbeschreibung
Vom Eingang führt eine schmale Spalte treppenartig schräg oder senkrecht in die Tiefe der Höhle. Das Ende der Höhle befindet sich 61 m unter dem Einstiegsniveau. Anfang 2015 betrug die erforschte Länge der Höhle 120 m, wobei der tiefste Punkt der Höhle mit Gesteinsschutt bedeckt ist.
In der Höhle finden sich Tropfsteingebilde wie Knöpfchensinter, großflächige Wandversinterungen und kleinere Sinterfahnen. Bei Untersuchungen wurden Knochen-Bruchstücke von eiszeitlichen Tieren gefunden.

## Entdeckungsgeschichte
Der Eingang der Illingheimer Höhle wurde 1851 bei Arbeiten in einen kleinen Steinbruch freigelegt. 1855 erschienen zwei Artikel und 1871 ein Artikel in naturwissenschaftlichen Zeitschriften, welche die Höhle in Berichten zu Höhlen im Sauerland beschreiben. Nach 1871 wird in der Literatur mehrfach erwähnt, dass die Illingheimer Höhle verstürzt sei. Zwischen 1975 und etwa 1990 gab es mehrfach Versuche, die Höhle zu finden.
Ab 2010 begannen erneute Versuche von Mitgliedern der Arbeitsgemeinschaft Höhle und Karst Sauerland/Hemer, die Höhle zu finden. Im Februar 2012 wurde bei einer Außentemperatur von −14 °C ein 3 cm großer Bereich feuchter Erde am Boden eines ehemaligen Steinbruchs gefunden, während die Umgebung steinhart gefroren war. Man nahm an, dass dies von aufsteigender wärmerer Höhlenluft herrührte, da in Höhlen des Sauerlandes eine konstante Temperatur von 8 bis 9 °C herrscht. Nachdem einige faustgroße Steine beiseite geräumt worden waren, setzte ein deutlich wahrnehmbarer warmer Luftstrom ein. Im Oktober 2012 wurde an sieben Tagen ein 4 × 7 m großer und 3 m tiefer Suchgraben angelegt, wobei der Höhleneingang gefunden wurde. Im April 2013 wurde aus Brunnenringen ein 3 m hoher Schacht über dem Höhleneingang bis auf Niveau der Steinbruchsohle gebaut und oben eine Stahltür zur Sicherung eingebaut. Anschließend wurde der Suchgraben bis auf den Sicherungsschacht wieder verfüllt. 
Später fand man hinter einem gut versteckten kleinem Loch einen nach oben ansteigender Gang. Die Höhle hat also ein V-förmiges Profil. Der später entdeckte Gang endet etwa 2 Meter unter der Erdoberfläche. Hier endet die Höhle in einer sinterreichen größeren Halle mit sehr viel Bruchmaterial.

## Funde
Bei der Erstbegehung der Höhle 1851 wurden am tiefsten zugänglichen Punkt der Höhle Knochenbruchstücke und Zähne vom Höhlenbär (Ursus spelaeus) gefunden. Die Höhlenforscher der Arbeitsgemeinschaft Höhle und Karst aus Hemer haben 2015 Rückenwirbel- und Oberschenkelknochen vom Höhlenbär gefunden.